# Василева, Антоанета
Антоанета Василева (болг. Антоанета Василева, род. 1960, Болгария) — болгарский учёный, доктор экономических наук, профессор Университета национального и мирового хозяйства в Софии.

## Биография

### Образование
В 1984 году Антоанета Василева закончила с красным дипломом ВЭИ «Карл Маркс» (сегодня УНМХ), по специальности международные экономические отношения. В 2000 году защитила докторскую степень по экономике в Болгарии и в 2002 году докторскую степень по бизнес — администрированию в США. Специализировалась на международном управлении и маркетинге в Instituto de Estudios Superiores de la Empresa, в Барселоне (1997), City University Business School, в Лондоне (1997, 1998) и Asia-Pacific University, в Бепу, Япония (2005), International Academy — «F+U», в Берлине (2005), Associazione Retericerca, в Торино (2006).

### Научная карьера
Василева — профессор на кафедре Международные экономические отношения и бизнес в УНМХ (София). Преподаёт на болгарском и английском языках международные бизнес-операции, региональные практики международного бизнеса и международного маркетинга в программах для бакалавров и магистров, — по специальности международные экономические отношения. Выступала с лекциями в университетах Польши и Японии. Вела курс лекций для магистров «Международный бизнес и управление» в совместной программе Университета национального и мирового хозяйства /УНМХ/ и Nottingham Trent University, Великобритания.
С 2002 по 2006 г. Василева занимала должность директора Центра международной экономики, политики и права в Институте последипломной квалификации (ИСК) в УНМХ. Она является одним из основателей Центра развития управленческих навыков в ИСК и преподавателем болгаро-японского курса глобального управления и руководства.
Василева участвовала во многих национальных и международных проектах, связанных с научно-исследовательской работой по обучению и повышению квалификации руководства, передаче знаний и инноваций. Наиболее значительными в её биографии оказались проекты международного сотрудничества: болгаро-японский проект по развитию управленческих навыков, болгаро-итальянский проект по партнёрству — университет бизнеса, экономики и управления, болгаро-бельгийский проект по европейским обязательствам для предпринимателей и другие.
Руководитель научно-исследовательских проектов на темы «Международная конкурентоспособность экспортно-ориентированных отраслей Болгарии» и «Бюджетная реформа Европейского союза и будущее финансирование политики союза».
Василева — автор множества статей, опубликованных в Болгарии и других странах. Она имеет богатый практический опыт в области международной торговой и инвестиционной деятельности. Консультирует болгарские компании по проблемам международного сотрудничества, маркетинга, государственно-частного партнёрства. Участвует в издательстве журналов «Международные отношения» и «Vision» в Македонии. Член Европейской академии международного бизнеса(EIBA), Союза экономистов Болгарии и основатель Клуба специалистов торговли и международного бизнеса.

### Личная жизнь
Антоанета Василева замужем, её супруг Цветан Василев является основным акционером в Корпоративном торговом банке. У Антоанеты Василевой и Цветана Василева есть дочь — Радосвета Василева.

### Монографии и учебники
- Маркетинг: перспектива современного бизнеса, (авт. коллектив), ИК-УНМХ, София, 2013.
- Международная конкурентоспособность экспортно-ориентированных отраслей Болгарии, (авт. коллектив), ИК УНМХ, София, 2012.
- Международный бизнес, УИ Экономика, София, 2011.
- Международный бизнес и глобализация, НБМГ, София, 2010, ISBN 9789549267310.
- Современные формы международного бизнеса, НБМГ, София, 2010, ISBN 9789549267327
- Международный маркетинг, (в соавторстве), УИ Стопанство, София, 2010.
- Государственно-частное партнёрство. Экономика, управление, вызов (в соавторстве) УИ Экономика, София, 2009.
- Global Management and Marketing — the Japanese Experience (et al), University Publishing House «Stopanstvo», Sofia, 2008. Сборник издан и на болгарском языке.
- Маркетинг в Европейском союзе, изд. Консулт АГ, 2004,ISBN 9549059634
- Коммуникации в международном бизнесе, изд. Консулт АГ, 2004, ISBN 9549059626

### Студии, статьи и доклады
- International Competitiveness of Export-oriented Industries in Bulgaria — Vassileva, A., Petkov, V., Zhelev, P., Chinese Business Review, Volume 13, Number 1, 2014.
- Глобальные поставки в международном бизнесе, ж. Экономическая мысль, бр.3, 2011.
- Государственно-частное партнёрство — новаторский подход с возможностью для инноваций, в сборнике «Интегрирование Болгарии в европейском инновационном и образовательном пространстве», изд. Димант, Бургас, 2009.
- Государственно-частное партнерство в сфере высшего образования, в сборнике «Партнёрство университет-бизнес: болгарские и европейские измерения», УИ "Экономика ", София, 2009.
- Особенности партнерства университет-бизнес в Японии, в сборнике «Партнёрство университет-бизнес: болгарские и европейские измерения», УИ "Экономика ", София, 2009.
- Необходимость от улучшения сотрудничества и передачи знаний, опыта и ноу-хау между университетами и бизнесом, в сборнике «Партнёрство университет-бизнес: болгарские и европейские измерения», УИ «Экономика», София, 2009.
- Дискуссия реформы в бюджете ЕС и болгарский вклад в него, в сборнике «Реформа в бюджете ЕС и будущее финансирование политики союза», изд. Мираж-96, София, 2009.
- Государственно-частное партнёрство — есть ли формула успеха, (в соавторстве) ж. Экономические альтернативы, № 3, 2008, статья опубликована и на английском языке в общем издании Economic Alternatives, iss. 2,2008.
- Правовое регулирование государственно-частного партнёрства и информирование общества, в сборнике «Роль средств массовой информации в работе по проектам, финансированных в ЕС», УИ Экономика, София, 2008.
- Paradoxes of the Global Marketing Communication (Peculiarities, Improbabilities, Opposing Attitudes), (et al), Power of Communication 2013, Conference Proceedings, Belgrade, 2013.
- Marketing in the EU and After-effects for the Bulgarian Business, Vision, Association of Intellectuals, Skopje, iss. 15,2010.
- Public — Private Partnerships: Formulae for Success, Incentives and Barriers (et al), Vision, Association of Intellectuals, Skopje, iss. 15,2010.